# Lange Steenstraat
De Lange Steenstraat is een straat in het centrum van de Belgische stad Kortrijk en is een van de belangrijkste commerciële trekpleisters van de stad. Het is samen met de Korte Steenstraat de belangrijkste autovrije winkelstraat van de stad en een van de belangrijkste winkelstraten in de provincie West-Vlaanderen.
De Lange Steenstraat wordt tegenwoordig als een van de belangrijkste winkelstraten in België aanzien en wordt meestal in één adem genoemd met de Brusselse Nieuwstraat, de Antwerpse Meir en de Gentse Veldstraat. Vanuit de Lange Steenstraat is ook het winkelcentrum K in Kortrijk, dat gelegen is tussen de Steenpoort, de Sint-Jansstraat, de Veemarkt en de Wijngaardstraat, te bereiken. De Lange Steenstraat is ook nationaal bekend als een van de straten in de Belgische versie van het Monopoly-spel.

## Ligging
De Lange Steenstraat vertrekt aan de Doorniksestraat in het westen en loopt in het oosten over in de Steenpoort en de Voorstraat (beide laatste straten worden in de volksmond vaak ook als 'Lange Steenstraat' aangeduid). Op deze manier vormt deze winkelas een verbinding tussen het Schouwburgplein en (onrechtstreeks via de Sint-Jansstraat) de Veemarkt. De straat was eeuwenlang een belangrijke verkeersader door het centrum, maar is tegenwoordig volledig autovrij. De straat wordt gebruikt door (winkelende) voetgangers en fietsers.

## Geschiedenis
De straat is een van de oudst bekende straten van Kortrijk. De oudste vermeldingen vinden we in 1278 in vico dicto Steenstraet, in 1300 in vico Lapideo en in 1315 en la rue de Pierre kon dixt le Stienstrate. Pas vanaf 1482 komt de naam Langhesteenstrate voor. Tot in het begin van de 19de eeuw reikte de straat van de Doorniksestraat tot aan de Grote Kring en behoorde de huidige Steenpoort tot de Lange Steenstraat. Dat de straat haar naam ontleend heeft aan stenen bestrating is niet zeker. Zij leidde immers naar de Steenpoort, die in de middeleeuwen vermoedelijk gebruikt werd als Steen, dit is een gevangenis, misschien de eerste stenen poort van de middeleeuwse stad. Ook in Brugge is er een Steenstraat, die volgens J. De Smet zo genoemd werd naar de eerste bestrating en volgens A. Schouteet, omdat ze leidde naar het Steen.
In de 17de-18de eeuw vormde de Lange Steenstraat het centrum van de wijk Sint-Maarten, gelegen tussen de zuidkant van de Grote Markt, de Grijze-Zustersstraat, de Wijngaardstraat en de Vlasmarkt.

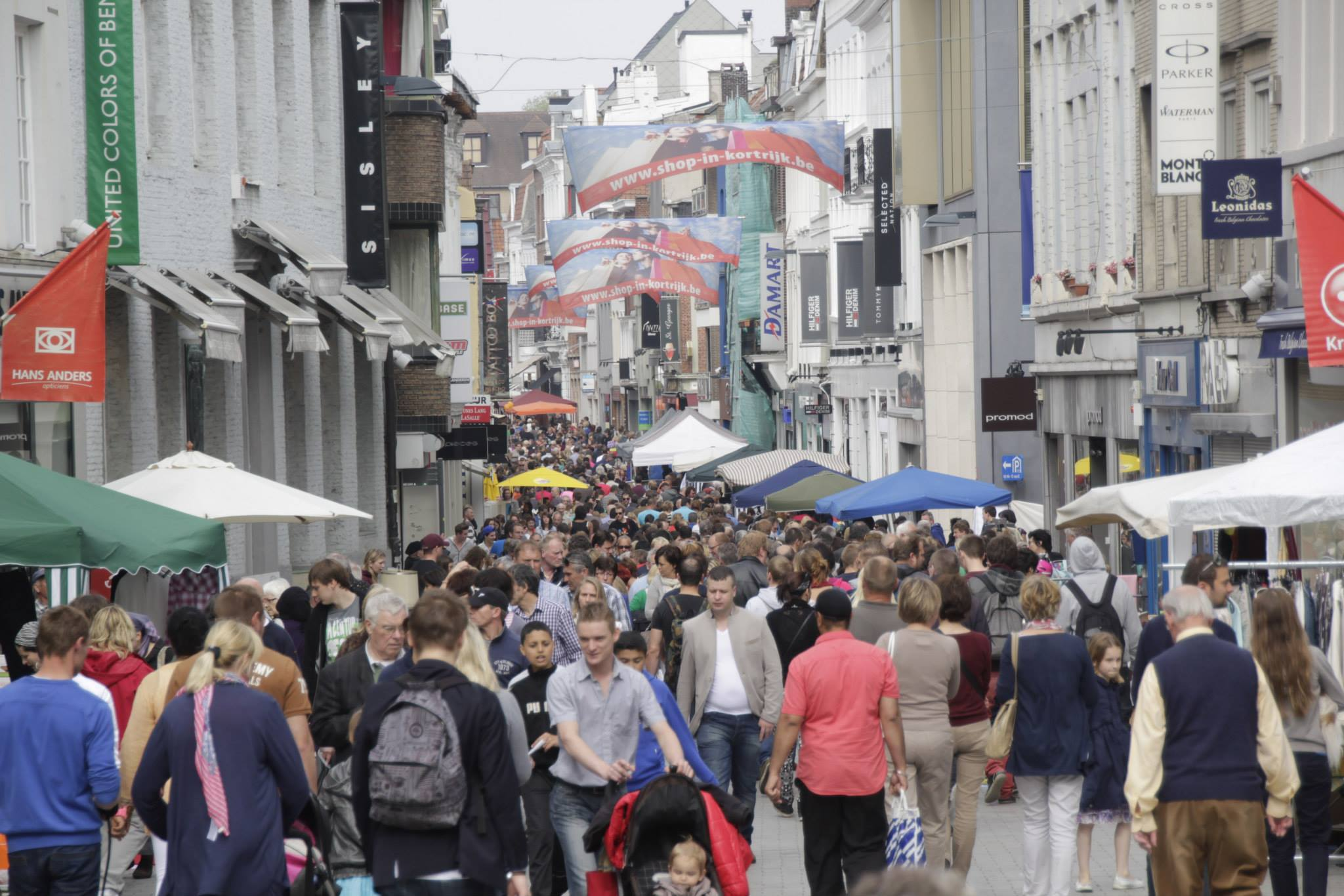
Zicht op de Lange Steenstraat te Kortrijk op 19 mei 2013.

De Lange Steenstraat is reeds sedert eeuwen een drukke winkelstraat. Zo woonden er in het begin van de 18de eeuw onder meer 6 kleermakers, 2 lijnwaadverkopers, 2 schoenmakers, een hoedenmaker, een stoeldraaier, een gareelmaker en een timmerman. In de 19de eeuw woonden er in de Lange Steenstraat en omgeving talrijke kleermakers, die tot aan de Eerste Wereldoorlog de zondag druk bezocht werden door klanten uit Noord-Frankrijk. Vandaar de aanlokkelijke Franse namen van winkels in deze buurt. In 1930 waren er in de Lange Steenstraat 9 kleerwinkels, 5 schoenwinkels en 5 winkels van levensmiddelen. In 1807 waren er in de straat 5 herbergen. Het laatste café was de Middenstand, dat in april 2013 echter de deuren en sloot en vervangen werd door een winkel.
De straat ontwikkelde zich in de loop van de 20ste eeuw meer en meer tot winkelstraat en groeide uiteindelijk uit tot de belangrijkste van het centrum. Tegenwoordige zijn de kledingwinkels sterk toegenomen terwijl de levensmiddelenwinkels meer in de Wijngaardstraat en Leiestraat gevestigd zijn. De Lange Steenstraat was een zeer drukke verkeersader doorheen de oude binnenstad. Op 2 april 1955 werden er op een dag 3.038 voertuigen geteld. In 1960 werd het eenrichtingsverkeer van west naar oost ingesteld. Uiteindelijk werd de straat op 26 april 1974 volledig verkeersvrij gemaakt. Dit gebeurde in navolging van de succesvolle Korte Steenstraat, de eerste verkeersvrije winkelstraat in België (dit sinds 1962). Later werden ook de nabijgelegen straten, zoals de Grijze Zusterstraat, Lekkerbeetstraat, Sionstraat, Grote Kring, Sint-Jansstraat en de Wijngaardstraat, autovrij gemaakt. Deze wijziging werd aanvankelijk door de meeste handelaars met ongenoegen onthaald. Achteraf bleek echter het grote succes van het verkeersvrij maken van het winkelgebied.
Jaarlijks wordt er in de Lange Steenstraat, Korte Steenstraat, Vlasmarkt, Wijngaardstraat, Sint-Jansstraat en Voorstraat op het eerste weekeinde van september een braderie gehouden. In 1933 werd de eerste Kortrijkse braderie gehouden.
Sinds 2007 worden er twee grote braderieën gehouden: de zomerbraderie eind juni en de septemberbraderie in het eerste weekend van september, beide nu voor het eerst in de volledige binnenstad (ook Doorniksestraat, Grote Markt, Leiestraat, Rijselsestraat en Onze-Lieve-Vrouwestraat).

## Gebouwen

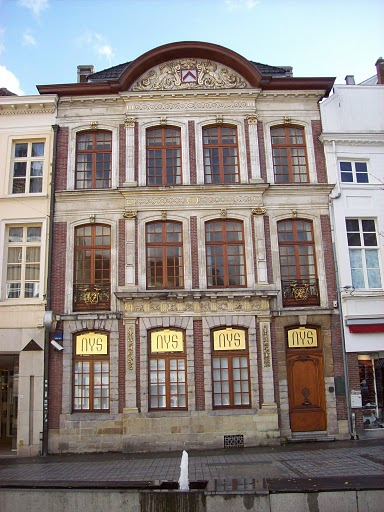
Het historische pand Huize Ghellinck in de Lange Steenstraat.

Het huidige uitzicht van de straat wordt bepaald door de winkelzaken. De gebouwen zijn grotendeels 19de- en 20ste-eeuws. De benedenverdiepingen van de meeste gebouwen zijn echter omgebouwd tot winkelruimtes die vaak contrasteren met de oude architectuur van de bovenbouw.
Oude huisnamen aan de noordkant van de Lange Steenstraat:
- De Zonne, op de hoek van de Doorniksestraat (tegenwoordig: The Body Shop)
- Oudenaerde
- Het Spinnewielke, dit huis op de oostelijke hoek van de Korte Steenstraat wordt in 1777 vermeld. Tegenwoordig prijkt er nog steeds een Onze-Lieve-Vrouwebeeldje in een kapelletje dat op 15 augustus 1822 werd geplaatst en aan de eerste verdieping is vastgemaakt.
- De Soete Vrauwe, stond in 1620 naast Het Spinnewielke
- Sint Gillis, (tegenwoordig: Benetton). Dit huis werd gebouw in 1766 en komt ook uit op het Jozef Vandaleplein. Hier woonde in de 17de en 18de eeuw een van de twee pastoors van de Sint-Maartensparochie. De E.H. Van Dale kocht het huis in 1765 voor zijn Congregatie. Aan de gevel is een bronzen plaat aangebracht die herinnert aan deze gebeurtenissen. In 1881 werden de broeders uit het huis verdreven en opende de regering er een middelbare school.
- Londen
- De Coninck van Hongarien

Oude huisnamen aan de zuidkant van de Lange Steenstraat:
- Den Verguyssteen
- Martens Mijtre
- De Potstove, het tweede huis in de straat
- aan de zuidkant van de straat, op de hoek met de Doorniksestraat, stond de St.-Joriskapel met zijgevel in de Lange Steenstraat.
- Cleyn Antwerpen, stond op de westelijke hoek van de Lekkerbeetstraat. In dit huis woonde burgemeester L. Daneel en Koning Leopold I heeft er nog overnacht.
- Het Leckerbitken, stond op de oostelijke hoek van de Lekkerbeetstraat
- Huis Ghellinck, nr. 20. Eigenlijk is de oude naam uit 1680 De Rape. Dit huis dat in 1955 en begin jaren 2000 gerestaureerd werd, werd in 1698 gebouwd voor Jan Baptist Ghellinck, zoon van de Kortrijkse burgemeester. De prachtige gevel is een voorbeeld van de sterke invloed die de Lodewijk XIV-stijl tussen 1675 en 1740 had op de Kortrijkse gevelarchitectuur. Het aanwenden van de drie Griekse bouworden van onderen naar boven, de Dorische, de Ionische en de Korinthische, is een karakteristiek voor deze gevel. In 1955 werd het gebouw gerestaureerd. Onlangs onderging de gevel een restauratie en het gebouw herbergt nu Juwelier Nys.
- nr. 24, tegenwoordig schoenen Verduyn, was het woonhuis van burgemeester Antoine Goethals die er in 1868 overleed.

## Trivia
- Om het imago van Kortrijk als winkelstad verder te versterken, besloot men tot de bouw van een groot winkelcomplex in het hart van de Kortrijkse binnenstad. Begin augustus 2007 begonnen de sloopwerken van oude panden tussen de Wijngaardstraat en de Lange Steenstraat voor de bouw van dit groots shoppingcenter, dat de naam "K in Kortrijk" draagt. Dit winkelcentrum vormt als het ware een rechtstreekse doorsteek tussen de Lange Steenstraat en de Veemarkt doorheen het bouwblok tussen beide polen. Dit project is een van de grootste privé-investeringen ooit is in de Kortrijkse binnenstad. Het winkelcentrum opende op 11 maart 2010.